# Рубіє
Рубіє (словен. Rubije) — поселення в общині Комен, Регіон Обално-крашка, Словенія. Висота над рівнем моря: 314,6 м.